# Oxyagrion zielmae
Oxyagrion zielmae är en trollsländeart som beskrevs av Costa, Souza och Muzon 2006. Oxyagrion zielmae ingår i släktet Oxyagrion och familjen dammflicksländor. Inga underarter finns listade i Catalogue of Life.